# Korrelationstest (Software)
Ein Korrelationstest bezeichnet in der Softwaretechnik ein Verfahren, in dem nicht nur einzelne Parameter einer Funktion auf Plausibilität (zum Beispiel in Datentyp oder Wertebereich) geprüft werden, sondern auch Kombinationen dieser Parameter berücksichtigt werden.
Es ist möglich, dass zwar jeder Parameter für sich einen gültigen Wert besitzt (zum Beispiel in Datentyp und Wertebereich), diese in Kombination jedoch ein fehlerhaftes Verhalten der zu testenden Funktion hervorrufen, nämlich wenn diese Parameter durch die Funktion korreliert werden.
Beispiel
Ein rechteckiges Objekt soll auf dem Bildschirm dargestellt werden. Hierzu existiert eine Funktion, die in den Parametern X,Y,SX,SY die Dimension des Rechtecks entgegennimmt.
- Parameter X gibt die X-Position der linken oberen Ecke an. Es muss geprüft werden, ob X im gültigen Anzeigebereich liegt.

- Parameter SX gibt die X-Kantenlänge (Breite des Rechteckes) an. Hier muss zunächst geprüft werden, ob SX die zulässige Anzeigebreite nicht überschreitet.

- Bei einem Korrelationstest wird nun zusätzlich geprüft, ob X + SX im gültigen Wertebereich liegt.